# Justine Lerond
Justine Lerond (Metz, 29 februari 2000) is een voetbalspeelster uit Frankrijk. Ze speelt als doelverdediger voor Montpellier HSC in de Division 1 Féminine.

## Clubcarrière
Lerond voegde zich in 2015 bij FC Metz en groeide ze uit tot eerste keepster. Op 10 augustus 2022 maakte Lerond een transfer naar Girondins de Bordeaux, waar ze een tweejarig contract tekende 
Op 8 juli 2024 werd bekend dat Lerond voor competitiegenoot Montpellier HSC ging spelen.

## Statistieken
| Seizoen | Club                  | Land      | Competitie | Wedstrijden | Doelpunten |
| ------- | --------------------- | --------- | ---------- | ----------- | ---------- |
| 2016/17 | FC Metz               | Frankrijk | Division 1 | 8           | 0          |
| 2018/19 | FC Metz               | Frankrijk | Division 1 | 20          | 0          |
| 2019/20 | FC Metz               | Frankrijk | Division 1 | 16          | 0          |
| 2022/23 | Girondins de Bordeaux | Frankrijk | Division 1 | 3           | 0          |
| 2023/24 | Girondins de Bordeaux | Frankrijk | Division 1 | 19          | 0          |
| 2024/25 | Montpellier HSC       | Frankrijk | Division 1 | 13          | 0          |
| Totaal  | Totaal                | Totaal    | Totaal     | 79          | 0          |

Laatste update: 19 april 2025

## Interlandcarrière
Lerond werd in 2022 opgeroepen voor het Franse nationale team als onderdeel van de Franse selectie op het EK 2022 in Engeland. Ook kwam ze uit voor Frankrijk -20. Lerond werd opgenomen in de Franse selectie voor op het WK 2023.